# Rezá Gucsannezsád
Rezá Gucsannezsád (perzsául: رضا قوچان‌نژاد, a nyugati sajtóban Reza Ghoochannejhad; Meshed, 1987. szeptember 20. –) iráni válogatott labdarúgó, a PEC Zwolle játékosa. Korábban a holland utánpótlás-válogatottakban játszott.

## Sikerei, díjai
- Sydney
  - A-League: 2018-19